# Springfield Rifle
Springfield Rifle (bra: Renegado Heroico; prt: Missão Secreta) é um filme de faroeste estadunidense de 1952, dirigido por André de Toth para a Warner Bros. Pictures. Trata-se de um suspense de espionagem que opõe um oficial da Inteligência da União (Gary Cooper) a uma rede de espionagem Confederada ".

## Elenco
- Gary Cooper... maj Lex Kearney
- Phyllis Thaxter...Erin
- David Brian...Austin McCool
- Paul Kelly... tte-cel John Hudson
- Lon Chaney Jr....Pete Elm
- Philip Carey... cap Tennick
- Alan Hale Jr....Mizzell
- Fess Parker... sgt Jim Randolph

## Sinopse
Em 1864, durante a Guerra Civil, a União prepara uma "Ofensiva da Primavera" e espera contar com o novo rifle Springfield que aumentará em muito o poder de fogo do Exército. Mas enquanto a nova arma não fica pronta, o comando precisa contar ainda com um grande número de cavalos e o Coronel Hudson é enviado ao Colorado para adquirir a maior quantidade possível. Mas a missão é atrapalhada por uma quadrilha de ladrões que em pouco tempo consegue roubar 4.000 cavalos comprados pela União e os repassar para o Exército Confederado. O comando da União suspeita de um espião e envia o Major Lex Kearney, um oficial que simulou ter sido expulso do exército por covardia, para atuar como agente de contra-espionagem e se infiltrar entre os ladrões.

## Recepção
O filme não foi bem recebido pelos críticos. Jeffrey Meyers notou que a carreira de Cooper estava em baixa no início da década de 1950, mesmo com High Noon tendo estreado em 1952, e classificou Springfield Rifle como um faroeste "medíocre". Rebecca Fish Ewan disse que o filme era "confuso" e achou que Cooper parecia sempre de olhar perplexo.
New York Magazine disse que "mesmo Cooper não consegue fazer desse filme apenas outro faroeste ho-hum". Contudo, New York Life o descreveu como um "excitante melodrama de espionagem e contraespionagem militar num forte da fronteira ".